# Leicestershire
Leicestershire (pronúncia em inglês: [ˈlɛstəʃ(ɪ)ə]) é um condado da zona leste de Inglaterra. O seu nome tem origem na cidade de Leicester, tradicionalmente a sua sede administrativa, mas, por ser uma autoridade unitária, é governada separadamente do restante condado.
Este condado faz fronteira com Derbyshire, Nottinghamshire, Rutland, Warwickshire, Staffordshire, Lincolnshire e Northamptonshire. 
Leicestershire foi o último condado histórico da Inglaterra a obter uma bandeira registrada, o desenho foi oficializado em julho de 2021. A nova bandeira apresenta uma raposa e um cinquefoil - ambos os símbolos frequentemente associados a Leicestershire.